# Episema scoriacea
Episema scoriacea là một loài bướm đêm trong họ Noctuidae.